# 勒瓦勒多雷
勒瓦勒多雷（法語：Le Val-Doré，法語發音：[lə val dɔʁe]）是法国厄尔省的一个市镇，属于埃夫勒区。该市镇于2018年由原市镇奥尔沃、勒弗雷讷和勒梅尼勒阿尔德赖合并而成，行政中心位于奥尔沃。

## 地名
“勒瓦勒多雷”（Le Val-Doré）一名在法语中意为“金谷”，其灵感来自原市镇奥尔沃的曾用拉丁语名“Aurea valles”，含义亦为“金谷”。

## 地理
勒瓦勒多雷（48°56'24.0"N, 1°2'3.1"E）面积20.17 平方千米，位于法国诺曼底大区厄尔省，该省份为法国北部内陆省份，北起滨海塞纳省，西接奧恩省和卡爾瓦多斯省，南至厄尔-卢瓦省，东临瓦兹省、瓦兹河谷省和伊夫林省。
与勒瓦勒多雷接壤的市镇（或旧市镇、城区）包括：圣埃利耶、拉克鲁瓦西耶、格利索勒、尚多朗、戈德勒维尔-拉里维耶尔、莱旺特、锡尔万莱穆兰、诺让勒塞克、纳热勒-塞梅尼勒、乌什地区孔什。
勒瓦勒多雷的时区为UTC+01:00、UTC+02:00（夏令时）。

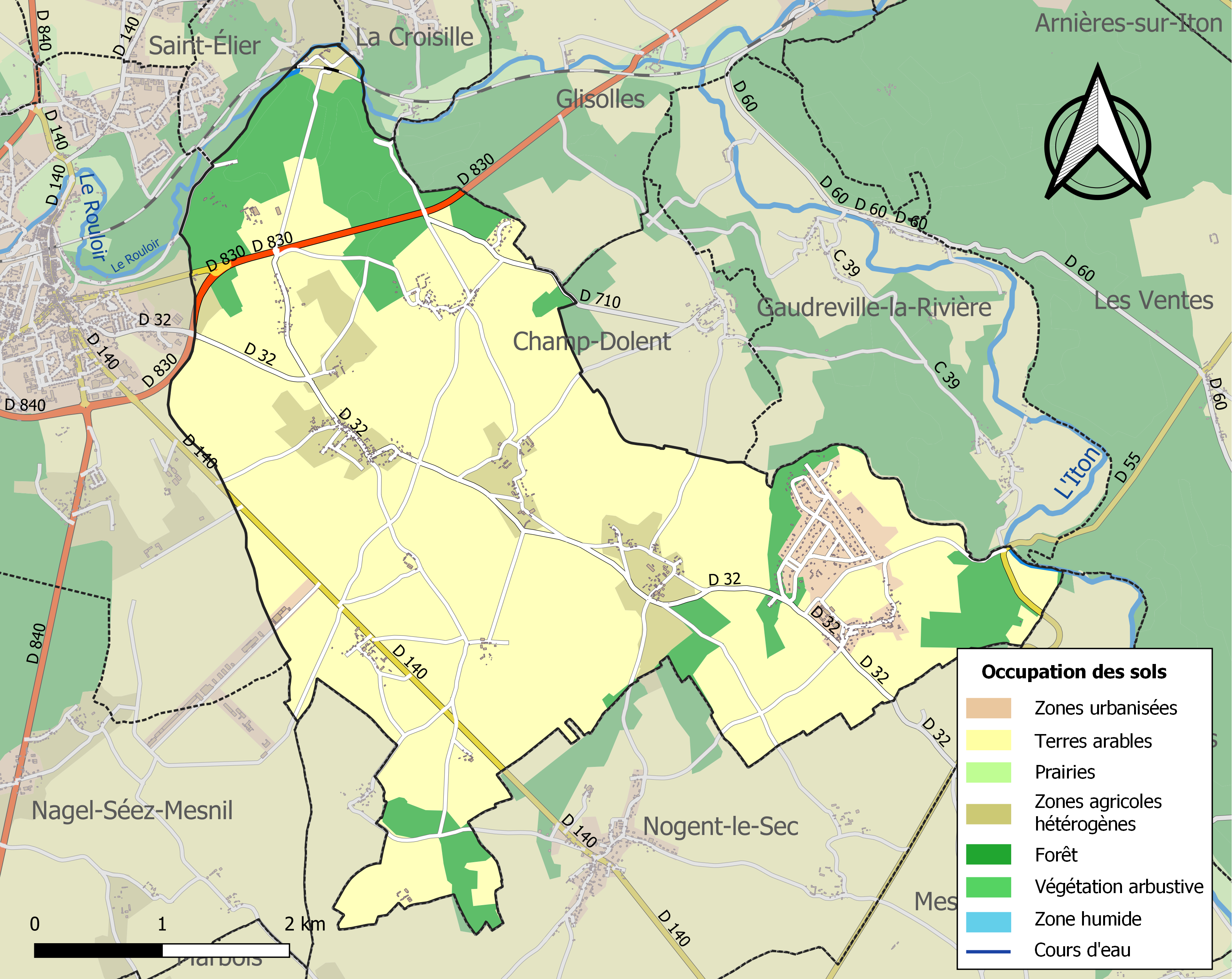
勒瓦勒多雷的OSM定位图

## 行政
勒瓦勒多雷的邮政编码为27190，INSEE市镇编码为27447。

## 政治
勒瓦勒多雷所属的省级选区为乌什地区孔什县。

## 人口
勒瓦勒多雷于2022年1月1日时的人口数量为883人。